# Palmeiras de Goiás
| \| Palmeiras de Goiás \|                   |
| Lage der Stadt Palmeiros de Goiás in Goiás |
| Palmeiras de Goiás                         |

| Palmeiras de Goiás |

Palmeiras de Goiás ist eine brasilianische politische Gemeinde und Kleinstadt im Bundesstaat Goiás in der Mesoregion Süd-Goiás und in der Mikroregion Vale do Rio dos Bois. Sie liegt westsüdwestlich der brasilianischen Hauptstadt Brasília und von Goiânia, der Hauptstadt des Bundesstaates.

## Geographische Lage
Palmeiras de Goiás grenzt an die Gemeinden
- Turvânia, Nazário und Santa Bárbara de Goiás im Norden
- Campestre de Goiás und Guapó im Osten
- Cezarina und Indiara im Süden
- Jandaia und Palminópolis im Westen

## Söhne und Töchter
- Joaquim Alvaro Pereira Leite (* 1975), Politiker (Umweltminister)
- Igor Benevenuto (* 1980), Fußballschiedsrichter